# Beuren (Leinefelde-Worbis)
Beuren is een dorp in de Duitse gemeente Leinefelde-Worbis in Thüringen. Deze gemeente maakt deel uit van het Landkreis Eichsfeld. 

## Geschiedenis
Beuren werd voor het eerst vermeld in een oorkonde uit 1128. In 2000 fuseerde de toen nog zelfstandige gemeente Beuren met Leinefelde, dat in 2004 opging in de huidige gemeente. 
Aan de westkant van het dorp bevindt zich een voormalig klooster van cisterciënzerinnen. Het klooster werd rond 1200 gesticht, en werd in 1810 opgeheven door het Koninkrijk Westfalen. 

## Spoorlijn
Beuren ligt aan de spoorlijn Halle - Hann. Münden.
Beuren · Birkungen · Breitenbach · Breitenholz · Hundeshagen · Kallmerode · Kaltohmfeld · Kirchohmfeld · Leinefelde · Wintzingerode · Worbis